# Cyrtandra erectiloba
Cyrtandra erectiloba är en tvåhjärtbladig växtart som beskrevs av Margaret Clark Gillett. Cyrtandra erectiloba ingår i släktet Cyrtandra och familjen Gesneriaceae. Inga underarter finns listade i Catalogue of Life.